# (7954) Kitao
(7954) Kitao (1993 SQ2) – planetoida z pasa głównego asteroid okrążająca Słońce w ciągu 4,22 lat w średniej odległości 2,61 j.a. Odkryta 19 września 1993 roku.